# 獨角獸之店
《獨角獸之店》（英語：Unicorn Store）是一部2017年美國奇幻喜劇劇情片，由布麗·拉森執導（長片導演處女作）、製片兼主演，其他演員包括山繆·傑克森、瓊安·庫薩克、布萊德利·惠特福、卡蘭·索尼、馬莫多·阿西、瑪莉·霍蘭德和漢米許·林克萊特。劇情講述一名二十多歲的青少女收到了一份能實現兒時夢想的邀請函，她便開始付諸實行。
電影2017年9月11日登上多倫多國際影展首映，2019年4月5日在Netflix上線。影評界對《獨角獸之店》評價褒貶不一，拉森的演出和參與幕後的潛力受到讚揚，但劇本被詬病太「不成熟」且「異想天開」。

## 演員
- 布麗·拉森飾演姬特
- 山繆·傑克森飾演推銷員
- 瓊安·庫薩克飾演葛拉蒂絲
- 布萊德利·惠特福飾演金恩
- 卡蘭·索尼飾演凱文
- 馬莫多·阿西飾演維吉爾
- 瑪莉·霍蘭德飾演瓊妮
- 漢米許·林克萊特飾演蓋瑞
- 安娜萊吉·阿什福特飾演克莉絲緹
- 瑞安·漢森飾演布洛克

## 發行
《獨角獸之店》2017年9月11日在多倫多國際影展上舉行全球首映。2019年1月9日，據透露，串流媒體服務Netflix獲得了發行權。電影2019年4月5日在該平台全球上線。

## 外部連結
- 互联网电影数据库（IMDb）上《獨角獸之店》的资料（英文）